# Sphyrias lofuana
Sphyrias lofuana är en hjuldjursart som först beskrevs av Rousselet 1910.  Sphyrias lofuana ingår i släktet Sphyrias och familjen Notommatidae. Inga underarter finns listade i Catalogue of Life.